# Lista de prêmios e indicações recebidos por Alexandre Nero
A seguir, uma lista de prêmios e indicações recebidos por Alexandre Nero. Nascido no Brasil, em 1970, o ator consolidou uma carreira de muito sucesso no cenário audiovisual brasileiro, o que lhe rendeu diversos prêmios e indicações.

## Emmy Award
O Prêmio Emmy Internacional é concedido pela Academia Internacional das Artes & Ciências Televisivas (IATAS) em reconhecimento aos melhores programas de televisão inicialmente produzidos e exibidos fora dos Estados Unidos. O evento é realizado desde 1973.
| Ano  | Categoria                | Trabalho        | Resultado | Ref.  |
| ---- | ------------------------ | --------------- | --------- | ----- |
| 2016 | Melhor Ator em Televisão | A Regra do Jogo | Indicado  | [ 2 ] |

## Grande Prêmio do Cinema Brasileiro
Criado em 2002 pela Academia Brasileira de Cinema, o Grande Prêmio do Cinema Brasileiro é a maior e mais prestigiada premiação do cinema nacional. Desde 2004, a votação passou a ser feita via internet, pelo site da Academia, e cada sócio recebe uma senha eletrônica para votar. A apuração é feita pela PricewaterhouseCoopers, a mesma empresa de auditoria que faz a apuração do Oscar.
| Ano  | Categoria                         | Trabalho        | Resultado | Ref.  |
| ---- | --------------------------------- | --------------- | --------- | ----- |
| 2018 | Melhor Ator em Papel Protagonista | João, O Maestro | Indicado  | [ 5 ] |

## Melhores do Ano
O Troféu Domingão Melhores do Ano, ou apenas Melhores do Ano, é uma premiação realizada anualmente pelo programa de televisão brasileiro Domingão do Faustão, da Rede Globo, em que o público vota entre três artistas que brilharam e fizeram sucesso durante o ano na emissora e na música. Os artistas são previamente escolhidos pelos seus funcionários e os três melhores vão para a votação do público.
| Ano  | Categoria                            | Trabalho              | Resultado | Ref.          |
| ---- | ------------------------------------ | --------------------- | --------- | ------------- |
| 2008 | Melhor Ator Revelação                | A Favorita            | Indicado  | [ 7 ]         |
| 2014 | Melhor Ator em Telenovela            | Império               | Venceu    | [ 8 ] [ 9 ]   |
| 2015 | Melhor Ator em Telenovela            | A Regra do Jogo       | Venceu    | [ 10 ] [ 11 ] |
| 2018 | Ator de Série, Minissérie ou Seriado | Onde Nascem os Fortes | Venceu    | [ 12 ]        |

## Melhores do Ano TV Press
Os Melhores e Piores Tv Press são eleitos pelo colunitas do site Terra. 
| Ano  | Categoria                | Trabalho         | Resultado | Ref.   |
| ---- | ------------------------ | ---------------- | --------- | ------ |
| 2014 | Melhor Ator em Televisão | Império          | Venceu    | [ 13 ] |
| 2017 | Melhor Ator em Televisão | Filhos da Pátria | Venceu    | [ 13 ] |

## Prêmio Arte Qualidade Brasil
Criado em 1977, o Prêmio Qualidade Brasil tinha, inicialmente, o objetivo homenagear as melhores produções e profissionais do Teatro e Televisão do Brasil. A partir de 2013, o prêmio passou a homenagear apenas os melhores do Teatro da cidade de São Paulo.
| Ano  | Categoria                            | Trabalho             | Resultado | Ref.   |
| ---- | ------------------------------------ | -------------------- | --------- | ------ |
| 2010 | Melhor Ator Coadjuavnte em Televisão | Escrito nas Estrelas | Venceu    | [ 15 ] |
| 2016 | Melhor Ator em Teatro                | O Grande Sucesso     | Indicado  | [ 16 ] |

## Prêmio Contigo! de TV
O Prêmio Contigo! de TV é um evento da revista Contigo, realizado anualmente desde 1996, que contempla as melhores produções, atores, diretores e profissionais da televisão brasileira.
| Ano  | Categoria                          | Trabalho             | Resultado | Ref.          |
| ---- | ---------------------------------- | -------------------- | --------- | ------------- |
| 2009 | Melhor Ator Revelação              | A Favorita           | Venceu    | [ 17 ] [ 18 ] |
| 2011 | Melhor Ator em Telenovela          | Escrito nas Estrelas | Indicado  | [ 19 ]        |
| 2013 | Melhor Ator em Telenovela          | Salve Jorge          | Indicado  | [ 20 ] [ 21 ] |
| 2014 | Melhor Ator Coadjuvante            | Além do Horizonte    | Indicado  | [ 22 ] [ 23 ] |
| 2015 | Melhor Ator em Telenovela          | Império              | Venceu    | [ 24 ]        |
| 2019 | Melhor Ator de Série ou Minissérie | Filhos da Pátria     | Venceu    | [ 25 ] [ 26 ] |

## Prêmio Extra de Televisão
O Prêmio Extra de Televisão é realizado desde 1998 pelo jornal Extra, premiando os melhores da televisão brasileira.
| Ano  | Categoria                | Trabalho             | Resultado | Ref.   |
| ---- | ------------------------ | -------------------- | --------- | ------ |
| 2009 | Melhor Ator Coadjuvante  | Paraíso              | Indicado  | [ 27 ] |
| 2010 | Melhor Ator em Televisão | Escrito nas Estrelas | Indicado  | [ 28 ] |
| 2013 | Melhor Ator Coadjuvante  | Salve Jorge          | Venceu    | [ 29 ] |
| 2014 | Melhor Ator em Televisão | Império              | Venceu    | [ 30 ] |
| 2015 | Melhor Ator em Televisão | A Regra do Jogo      | Indicado  | [ 31 ] |

## Prêmio F5
| Ano  | Categoria            | Trabalho         | Resultado | Ref.   |
| ---- | -------------------- | ---------------- | --------- | ------ |
| 2019 | Melhor Ator em Humor | Filhos da Pátria | Indicado  | [ 32 ] |

## Prêmio Men of the Year Brasil
O Prêmio Men of the Year Brasil é uma premiação anual dada pela edição brasileira da Revista Masculina GQ que escolhe os homens - e a mulher - que mais se destacaram no ano no Brasil. Tradicional em outros países, como Inglaterra (berço da revista) e Estados Unidos, o prêmio teve sua primeira edição no Brasil apenas em 2011.
| Ano  | Categoria | Trabalho | Resultado | Ref. |
| ---- | --------- | -------- | --------- | ---- |
| 2014 | Televisão | Império  | Venceu    |      |

## Prêmio Quem
O Prêmio Quem é realizado desde 2007 pela Revista Quem, premiando os melhores da televisão brasileira, cinema, música, moda, gastronomia, literatura e teatro.
| Ano  | Categoria                            | Trabalho             | Resultado | Ref.   |
| ---- | ------------------------------------ | -------------------- | --------- | ------ |
| 2010 | Melhor Ator em Televisão             | Escrito nas Estrelas | Indicado  | [ 35 ] |
| 2013 | Melhor Ator Coadjuvante em Televisão | Salve Jorge          | Venceu    | [ 36 ] |
| 2014 | Melhor Ator em Televisão             | Império              | Indicado  | [ 37 ] |
| 2015 | Melhor Ator em Televisão             | A Regra do Jogo      | Venceu    | [ 38 ] |

## Troféu APCA
Associação Paulista de Críticos de Arte, ou simplesmente APCA, é uma entidade brasileira sem fins lucrativos sediada em São Paulo mantida pelo trabalho voluntário e pela contribuição anual dos associados. Originou-se da seção paulista da Associação Brasileira de Críticos Teatrais. A APCA premia com o Troféu APCA nas categorias mais diversas, como : Arquitetura, Artes Visuais, Cinema, Dança, Literatura, Teatro, Teatro Infantil e Televisão, entre outros. 
| Ano  | Categoria                | Trabalho        | Resultado | Ref.          |
| ---- | ------------------------ | --------------- | --------- | ------------- |
| 2013 | Melhor Ator em Televisão | Salve Jorge     | Indicado  | [ 39 ]        |
| 2015 | Melhor Ator em Televisão | A Regra do Jogo | Venceu    | [ 40 ] [ 41 ] |

## Troféu UOL TV e Famosos
O Troféu UOL TV e Famosos é uma premiação anual realizada desde 2015 pelo site UOL. O prêmio é destinado aos melhores do ano na televisão. Possui várias categorias em diversas áreas, como Melhor Atriz, Melhor Ator, Melhor Telenovela, etc.
| Ano  | Categoria                            | Trabalho        | Resultado | Ref.   |
| ---- | ------------------------------------ | --------------- | --------- | ------ |
| 2015 | Melhor Ator em Televisão (voto júri) | A Regra do Jogo | Venceu    | [ 43 ] |
| 2016 | Melhor Ator em Televisão             | A Regra do Jogo | Indicado  | [ 44 ] |

## Troféu Imprensa
O “Troféu Imprensa” (TI) é uma premiação realizada pelo canal brasileiro SBT, sendo considerada o Oscar da TV brasileira.
| Ano  | Categoria                | Trabalho        | Resultado | Ref.   |
| ---- | ------------------------ | --------------- | --------- | ------ |
| 2015 | Melhor Ator em Televisão | Império         | Venceu    | [ 45 ] |
| 2016 | Melhor Ator em Televisão | A Regra do Jogo | Indicado  | [ 46 ] |

### Troféu Internet
O “Troféu Internet” (TIn) é uma premiação que acontece junto com o Troféu Imprensa, porém, quem decide os vencedores é o público.
| Ano  | Categoria                | Trabalho        | Resultado | Ref.   |
| ---- | ------------------------ | --------------- | --------- | ------ |
| 2015 | Melhor Ator em Televisão | Império         | Venceu    |        |
| 2016 | Melhor Ator em Televisão | A Regra do Jogo | Venceu    | [ 46 ] |